# Carl Rogers
Carl Rogers, ameriški psiholog, * 8. januar 1902, Oak Park, Illinois, ZDA, † 4. februar 1987, San Diego, Kalifornija, ZDA.
Rogers je med utemeljitelji humanističnega pristopa v psihologiji. Leta 1947 je bil izvoljen za predsednika Ameriškega psihološkega združenja.